# 曾石火
曾石火（1909年—1940年），台灣詩人、翻譯家。台中州南投郡南投街（現南投縣南投市）出身。

## 略歷
台北高等學校高等科、東京帝國大學英文科畢業，之後又進入東京帝大法學部就讀，旅日期間參加張文環、蘇維熊、巫永福等人籌組的「台灣藝術研究會」，參與「福爾摩沙」雜誌的創辦，懂法、英、德、西、俄等國的語文，曾任職於東京國際文化振興會，文藝活動以翻譯為主，二次大戰結束前就因病過世。

## 作品
曾石火的日文詩〈湖心〉，戰後由台灣詩人陳千武翻譯成中文，之後被收錄在陳明台主編的《陳千武譯詩選集》裡。

## 外部連結
- 張文環-教育 Wiki Archive.today的存檔，存档日期2014-10-18
- 台灣記行-百年台灣文學雜誌特展 （页面存档备份，存于）
- 莊永明書坊：台灣第一次新文藝大會 （页面存档备份，存于）
- 南投縣政府文化局文學典藏品數位化>文學年表>昭和7年「台灣藝術研究會創立」[永久]
- 文化部國家文化資料庫>「福爾摩沙」雜誌[永久]